# 제11회 미국 작가 조합상
제11회 미국 작가 조합상은 1958년 뛰어난 활동을 보인 영화 작가를 기리기 위해 1959년 3월에 열린 시상식이다. Moulin Rouge (restaurant)에서 개최되었다.

## 수상 및 후보

### 각본상
- 지지 - 앨런 제이 레너 수상
- 흑과 백 수상
- S.N. 베르만 수상

### 월계수상
- 누널리 존슨 수상